# قیامت (سوره)
سورهٔ قیامة سورهٔ ۷۵ام قرآن است، دارای ۴۰ آیه است، و سوره‌ای مکی است. همانند نام این سوره، محتوای آن پیرامون معاد و روز قیامت است: ابتدا اشراط الساعه، نشانه‌های بروز قیامت، را بیان می‌کند و حال نیکوکاران و بدکاران را توصیف می‌کند. سپس لحظات انتقال افراد از این دنیا به جهان آخرت را توصیف کرده و ارتباط هدف از خلقت انسان را با معاد بیان می‌کند.

## فضیلت
هر کس این سوره را هر روز بخواند، از عفت شهوت برخوردار می شود و باعث شفاعت پیامبر و جبرییل می شود.
عفت از شهوات، قدرتمندی، خوشحال بودن، کم شدن گناهان از دیگر فضایل این سوره است.